# Trygort
Trygort (deutsch Thiergarten) ist ein Ort in der polnischen Woiwodschaft Ermland-Masuren und gehört zur Stadt- und Landgemeinde Węgorzewo (Angerburg) im Powiat Węgorzewski (Kreis Angerburg).

## Geographische Lage
Trygort liegt im Nordosten der Woiwodschaft Ermland-Masuren. Die Kreisstadt Węgorzewo (Angerburg) liegt vier Kilometer weiter östlich.

## Geschichte
Im Jahre 1402 wurde Thiergarten gegründet. Am 6. Mai 1874 wurde es Amtsdorf und damit namensgebend für einen Amtsbezirk, der bis 1945 und zum Kreis Angerburg im Regierungsbezirk Gumbinnen der preußischen Provinz Ostpreußen gehörte.
In Thiergarten sprach man bis 1945–46 Niederpreußisches Deutsch.
Thiergarten verzeichnete 586 Einwohner im Jahre 1910. Ihre Zahl stieg bis 1933 auf 592 und belief sich im Jahre 1939 auf 637.
Im Jahre 1945 kam Thiergarten in Kriegsfolge mit dem gesamten südlichen Ostpreußen zu Polen und erhielt die polnische Bezeichnung „Trygort“. Heute ist es Sitz eines Schulzenamtes (polnisch Sołectwo) und eine Ortschaft im Verbund der Stadt- und Landgemeinde Węgorzewo im Powiat Węgorzewski, vor 1998 zur Woiwodschaft Suwałki, seither zur Woiwodschaft Ermland-Masuren zugehörig.

### Amtsbezirk Thiergarten (1874–1945)
In den Amtsbezirk Thiergarten waren anfangs drei, am Ende noch zwei Gemeinden eingegliedert:
| Name        | Änderungsname 1938 bis 1945 | Polnischer Name | Bemerkungen                                       |
| ----------- | --------------------------- | --------------- | ------------------------------------------------- |
| Prinowen    | Primsdorf                   | Prynowo         |                                                   |
| Reussen     |                             | Ruska Wieś      | 1928 in die Stadtgemeinde Angerburg eingegliedert |
| Thiergarten |                             | Trygort         |                                                   |

## Kirche
Kirchlich war Thiergarten vor 1945 nach Angerburg hin orientiert: zur evangelischen Pfarrkirche im Kirchenkreis Angerburg in der Kirchenprovinz Ostpreußen der Kirche der Altpreußischen Union bzw. in die katholische Pfarrgemeinde Zum Guten Hirten im damaligen Bistum Ermland.
Der Bezug zur Kreisstadt ist auch heute noch gegeben: gehören die katholischen Einwohner jetzt zur Kirche St. Peter und Paul im Dekanat Węgorzewo im jetzigen Bistum Ełk (Lyck) der Römisch-katholischen Kirche in Polen, so sind die evangelischen Kirchenglieder der Kirchengemeinde Węgorzewo zugeordnet, die jetzt eine Filialgemeinde der Pfarrei in Giżycko (Lötzen) in der Diözese Masuren der Evangelisch-Augsburgischen Kirche in Polen ist.

## Verkehr
Trygort liegt verkehrsgünstig an der polnischen Woiwodschaftsstraße DW 650, die die drei Landkreise Kętrzyn (Kreis Rastenburg), Węngorzewo (Kreis Angerburg) und Gołdap (Kreis Goldap) miteinander verbindet. Außerdem enden zwei von Węgorzewo über Ruska Wieś (Reussen) bzw. von Prynowo (Prinowen, 1938 bis 1945 Primsdorf) kommende Nebenstraßen in Trygort. Eine Bahnanbindung besteht nicht.